# Octagrama
En geometría, un octagrama es un polígono estrellado de ocho ángulos. El nombre octagrama combina un prefijo de número griego, octa-, con el sufijo griego -gram . El sufijo -gram deriva de γραμμή (grammḗ) que significa "recta".

## Detalle

Un octagrama regular con cada lado de longitud igual a 1

En general, un octagrama es cualquier octágono auto intersectante (polígono de 8 lados). 

Al octagrama regular le corresponde el símbolo de Schläfli {8/3}, que significa una estrella de 8 lados, conectando cada vértice (con la misma distribución que los de un octógono regular) con otro vértice situado tres lugares más adelante. 

## Variaciones
Estas variaciones tienen una simetría diedral inferior, Dih4: 
| Estrecho Ancho (45 grados de rotación) | Isotoxal | Bandera de Chile histórica, incluyendo una estrella octogonal con sus trazos internos eliminados (el Guñelve) | La geometría se puede ajustar para que 3 bordes se crucen en un solo punto, como el símbolo de Auseklis | Una rosa de los vientos de 8 puntos puede verse como una estrella octogonal, con 4 puntos primarios y 4 puntos secundarios |

El símbolo de la Estrella Tartésica está representada en el glifo Unicode ۞, con el código U+06DE.

## Como un cuadrado cuasitruncado
Los truncamientos más profundos del cuadrado pueden producir formas de polígonos estrellados intermedias isogonales (vértice-transitivos) con vértices igualmente espaciados y lados de dos longitudes. Un cuadrado truncado es un octógono, t {4} = {8}. Un cuadrado cuasitruncado, invertido como {4/3}, es un octagrama, t{4/3}={8/3}.
El poliedro estrellado uniforme denominado hexaedro truncado estrellado, t'{4,3}=t{4 /3,3} tiene caras con forma de octagrama construidas a partir del cubo de esta manera. 
| Regular | Quasirregular | Isogonal | Quasirregular      |
| ------- | ------------- | -------- | ------------------ |
| {4}     | t{4}={8}      |          | t'{4}=t{4/3}={8/3} |
| Regular | Uniforme      | Isogonal | Uniforme           |
| {4,3}   | t{4,3}        |          | t'{4,3}=t{4/3,3}   |

## Compuestos de polígonos estrellados
Hay dos figuras estrelladas octagrámicas regulares (compuestas) de la forma {8 /k}. La primera está construida como dos cuadrados {8/2}=2{4}, y la segunda como cuatro digonos degenerados, {8/4}=4{2}. Hay otros compuestos isogonales e isotoxales que incluyen formas rectangulares y rómbicas. 
| Regular         | Regular    | Isogonal | Isogonal | Isotoxal |
| --------------- | ---------- | -------- | -------- | -------- |
| a{8}={8/2}=2{4} | {8/4}=4{2} |          |          |          |

El octagrama {8/2} o 2{4}, como diagrama de Coxeter ( + ), se pueden ver como el equivalente 2D del compuesto de cubo y octaedro 3D ( + ), del compuesto de teseracto y 16 células 4D ( + ), y del compuesto de 5 cubos y 5-ortoplex 5D; es decir, el compuesto de un n-cubo y de un politopo de cruce en sus respectivas posiciones duales.

## Otras representaciones de una estrella octogonal
Una estrella octogonal puede tener el aspecto de un hexadecágono cóncavo, con la geometría de intersección interna eliminada. También se puede diseccionar por líneas radiales. 
| 2 {4} |  |  |  |  |
| {8/3} |  |  |  |  |
|       |  |  |  |  |
|       |  |  |  |  |

## Otros usos
- En Unicode, el símbolo "Asterisco de ocho radios" ✳ es U + 2733.